# Épothilone
 (septembre 2022).
Si vous disposez d'ouvrages ou d'articles de référence ou si vous connaissez des sites web de qualité traitant du thème abordé ici, merci de compléter l'article en donnant les références utiles à sa vérifiabilité et en les liant à la section « Notes et références ».

structure d'un épothilone.

Les épothilones sont une nouvelle classe de molécules cytotoxiques, comprenant l'épothilone A, l'épothilone B, et l'épothilone D, ayant un potentiel en tant que traitement chimiothérapeutique. Leur mécanisme d'action est semblable à celui des taxanes, bien que leur structure chimique soit plus simple et que leur solubilité dans l'eau soit supérieure. Des études préliminaires sur des lignées cellulaires cancéreuses et chez des patients atteints de cancer prédisent une efficacité supérieure à celle des taxanes. Les épothilones furent d'abord identifiées comme des métabolites produits par Sorangium cellulosum, une myxobactérie.
Le mécanisme d'action principal de cette classe est l'inhibition de la fonction des microtubules intracellulaires. Les microtubules jouent un rôle essentiel dans la division cellulaire, et les épothilones empêchent donc la cellule de se diviser normalement. 
Plusieurs analogues des épothilones sont en cours de développement clinique pour le traitement de divers cancers, bien qu'aucun ne soit pour le moment approuvé par une autorité réglementaire internationale comme la FDA américaine. Les épothilones ne peuvent être pour le moment administrées à l'homme que dans le contexte d'un essai clinique.